# Masaru Emoto
Masaru Emoto (jap. 江本 勝 Emoto Masaru; ur. 22 lipca 1943 w Jokohamie, Japonia, zm. 17 października 2014 w Szanghaju) – japoński pseudonaukowiec, naturopata, pisarz i badacz, zajmujący się zagadnieniami struktury wody. Postawił hipotezę, że ludzkie emocje mają ogromny wpływ na wodę, co miały potwierdzać fotografowane pod mikroskopem zamrożone kryształy wody.
Autor m.in.: Woda – obraz energii życia, Tajemnice wody, Uzdrawiająca siła wody (napisana wspólnie z Jürgenem Fliege).
Masaru Emoto ukończył kierunek stosunków międzynarodowych na Wydziale Nauk Ścisłych i Humanistycznych Uniwersytetu Miasta Jokohama (Yokohama City University, YCU). Pracował w firmie Chisan, potem w gazecie Chūbu Yomiuri Shimbun, a w 1986 roku założył firmę IHM.
W październiku 1992 roku otrzymał tytuł i licencję doktora medycyny alternatywnej w Open International University. Zaczął badać zagadki wody po zetknięciu się z MRA, Analizatorem Rezonansu Magnetycznego, w USA.
Prowadził badania wody znajdującej się w ludzkim ciele, wody w środowisku człowieka, wody na powierzchni Ziemi. Był kierownikiem Głównego Instytutu Badawczego IHM, dyrektorem firmy IHM oraz przewodniczącym Międzynarodowego Towarzystwa Przyjaciół HADO IHM. Opublikował kilkanaście książek, a większość z nich stała się bestsellerami.